# Maja e Veleçikut
Maja e Veleçikut är ett berg i Albanien.   Det ligger i prefekturen Qarku i Shkodrës, i den norra delen av landet, 120 km norr om huvudstaden Tirana. Toppen på Maja e Veleçikut är 1 724 meter över havet, eller 276 meter över den omgivande terrängen. Bredden vid basen är 4,1 km.
Terrängen runt Maja e Veleçikut är bergig åt sydväst, men åt nordost är den kuperad.  
Omgivningarna runt Maja e Veleçikut är en mosaik av jordbruksmark och naturlig växtlighet.  Runt Maja e Veleçikut är det ganska tätbefolkat, med 96 invånare per kvadratkilometer.